# 佐藤託矢
佐藤 託矢（さとう たくや、1983年8月25日 - ）は、日本の元男子バスケットボール選手である。198cm、102kg。大阪府堺市出身。ポジションはPF（パワーフォワード）。

## 来歴・人物
堺市立深井中央中学校から東住吉工業高校を経て青山学院大学に進学。

### 主な戦績と受賞歴
堺市立深井中央中学校（1996年〜1999年）
- ジュニアオールスター選出（大阪府選抜）

東住吉工業高校（1999年〜2002年）
- 第31回ウインターカップ 第4位、ベスト5選出
- 第54回インターハイ 第3位

青山学院大学（2002年〜2006年）
- 関東大学リーグ戦 優勝、最優秀選手賞受賞
- 京王電鉄杯 優勝、最優秀選手賞受賞
- 第57回全日本学生バスケットボール選手権大会（インターカレッジ）準優勝、敢闘賞受賞

### 実業団、そしてプロへ
卒業後の2006年、三菱電機に入社。同年の世界選手権では日本代表に選出。
JBLスーパーリーグ 2006-07シーズン準優勝、個人では『ルーキー・オブ・ザ・イヤー（新人王）』を受賞。
2007-08シーズンには第3位。2008-09シーズンにはJBLオールスターに選出される。
しかし、その後2009年から左足首の大怪我により長期の戦線離脱。数回に渡る手術と永いリハビリ生活の末、2012年に見事復帰を果たす。
2013年、千葉ジェッツに移籍。2014年、つくばロボッツに移籍するもチームが経営破綻し退団を余儀なくされたが、同シーズン和歌山トライアンズへ移籍。その後2015年、京都ハンナリーズに移籍後は、主力として活躍しプレイオフへ進出する。後に主将としてチームを牽引した。
2017年、横浜ビー・コルセアーズに移籍。シーズン終了後に一度は引退を決意するが、チームとヘッドコーチの熱烈なオファーにより、2018年、信州ブレイブウォリアーズへ入団する。
2021年現役引退。

## 経歴
- 東住吉工業高校 - 青山学院大学 - 三菱電機（2006年～2013年） - 千葉ジェッツ（2013年～2014年） - つくばロボッツ（2014年） - 和歌山トライアンズ（2015年）- 京都ハンナリーズ（2015年～2017年） - 横浜ビー・コルセアーズ（2017年～2018年）- 信州ブレイブウォリアーズ（2018年～2021年）

## 日本代表歴
- 第23回 ユニバーシアード
- キリンカップ・バスケットボール2006